# Intréville
Intréville är en kommun i departementet Eure-et-Loir i regionen Centre-Val de Loire strax norr om centrala Frankrike. Kommunen ligger i kantonen Janville som tillhör arrondissementet Chartres. År 2022 hade Intréville 121 invånare.

## Befolkningsutveckling
Antalet invånare i kommunen Intréville
Referens:INSEE